# Sam Michael
Sam Michael, född den 29 april 1971 i Australien, är sedan 2004 teknisk direktör i Williams i Formel 1. Han har tidigare jobbat för Jordan, bl.a. som raceingenjör.
Michael har alltid gillat uppmärksamhet och ställer ofta upp på intervjuer och är väldigt färgstark. Sedan han blev teknisk direktör har resultaten försämrats och han hade under 2007 pressen på sig att leverera vilket han också lyckades med då stallet avancerade i Konstruktörs-VM och tack vare McLarens bestraffning blev fyra.